# Corey Hassan
Corey Hassan (* 14. Juli 1987) ist ein ehemaliger US-amerikanischer Basketballspieler.

## Werdegang
Der aus Merrimack im US-Bundesstaat New Hampshire stammende Hassan spielte als Schüler an der Merrimack High School und 2005/06 dann Spieler der Hochschulmannschaft der Boston University (28 Spiele: 11,9 Punkte im Schnitt). Er wechselte 2006 an die Sacred Heart University nach Connecticut, durfte aufgrund der NCAA-Bestimmungen dann aber im Spieljahr 2006/07 nicht am Wettkampfbetrieb teilnehmen. Hassans Stärke war das Werfen, zwischen 2007 und 2010 traf er für Sacred Heart 204 Dreipunktwürfe bei einer Erfolgsquote von 52,6 Prozent. Sein Höchstwert in einem Spiel während seiner Hochschulzeit waren zehn getroffene Dreipunktwürfe. In der Saison 2009/10 war der 1,93 Meter große Flügelspieler mit 19,2 Punkten je Einsatz der beste Korbschütze der Hochschulmannschaft.
Hassans kurze Laufbahn als Berufsbasketballspieler begann 2011, als er vom deutschen Zweitligaaufsteiger BG Leitershofen/Stadtbergen verpflichtet wurde. Er wurde in der 2. Bundesliga ProA seinem Ruf als angriffsstarker Spieler gerecht, erzielte für Leitershofen/Stadtbergen in 28 Saisoneinsätzen im Schnitt 17,6 Punkte und traf 66 Dreipunktwürfe, stieg mit der Mannschaft am Saisonende aber ab.
In der Sommerpause 2012 unterschrieb Hassan einen Vertrag beim SC Rasta Vechta, der wie ein Jahr zuvor seine bisherige Mannschaft Neuling in der 2. Bundesliga ProA war. Ihm gelang mit den Niedersachsen der Aufstieg in die Basketball-Bundesliga, der US-Amerikaner trug in 40 Spielen für Vechta einen Mittelwert von 12,9 Punkten bei und erzielte 100 Dreipunktwürfe während der Saison 2012/13. Nach diesem Erfolg entschloss sich Hassan, als Leistungssportler zurückzutreten und in sein Heimatland zurückzukehren.
In Portsmouth (US-Bundesstaat New Hampshire) eröffnete er mit einem Geschäftspartner eine Basketballtrainingsanlage.